# 아스카니오스
아스카니오스(Ascanius)는 로마 신화에 나오는 아이네이아스와 프리아모스의 딸 크레우사의 아들이다. 오래된 전설로는 그는 프로폰티스의 왕이 되어 나중에 헥토르의 아들 스카만드리오스와 함께 트로이를 재건했다고 한다. 베르길리우스의 아이네이스에서는 그는 또한 소년으로 묘사되어 있으며, 아이네이아스가 죽은 뒤 라티니족의 왕이 되어 라비니움 건설 후 30년 만에 알바 롱가를 창건하여 옮겼다고 한다.